# Matthew McConaughey
Matthew McConaughey (Uvalde, Texas, 1969. november 4. –) Oscar-díjas és Golden Globe-díjas amerikai színész.

## Élete
1969. november 4-én született a család harmadik fiaként. A texasi Uvaldeből hamarosan átköltöztek Longview-ba. Édesapja az olajüzletben dolgozott, édesanyja helyettesítő tanár volt. Matthew 1988-ban érettségizett. Ezután egy évet Ausztráliában töltött, egy ügyvédi irodában dolgozott, s a jogi ismeretek mellett némi ausztrál kiejtést is felszedett. Ezután visszatért az USA-ba, és beiratkozott az austini filmfőiskola rendezői szakára. 1992-ben összefutott Don Phillips producerrel, aki történetesen Richard Linklater Tökéletlen idők című filmjének szereplőválogatásával foglalkozott. A háromhetes forgatás második hetében 63 éves apja szívrohamot kapott és meghalt. Matthew boldogtalan volt, hogy édesapja nem láthatta őt a filmvásznon.
A film befejezése után visszatért a főiskolára, hogy befejezze tanulmányait. Rendezett és fényképezett egy 12 perces rövidfilmet, a Chicano Chariots-t, majd a diploma megszerzése után azt tervezte, hogy Los Angelesbe költözik. Csakhogy egy újabb meghallgatáson megkapta A texasi láncfűrészes gyilkos visszatér című népszerű sorozat 4. részének főszerepét. Végül 1993 nyarán utazott el Los Angelesbe. Ott szerződést kötött a William Morris ügynökséggel, és a legelső hollywoodi meghallgatásán meg is kapta a férfi főszerepet Herbert Ross Bárhol, bármit, bármikor című filmjében, amelyben Drew Barrymore volt a partnere.
Joel Schumacher ajánlott neki egy szerepet a Ha ölni kell című filmben, egy rasszista agitátort kellett volna alakítania. John Grisham, a regény írója sztárt akart a főszerepre – Brad Pittre vagy Woody Harrelsonra gondolt -, ám ő meggyőzte a rendezőt, hogy jobban eljátszhatná a kisvárosi ügyvédet.
Több stúdió is megkereste ezután, de a Warner Brothers nem adta kölcsön újdonsült sztárját. Következő jelentős mozija a Kapcsolat volt, amelyben Jodie Foster oldalán szerepelt. Majd Anthony Hopkins és Morgan Freeman mellett tűnt fel Spielberg Amistad című, egy rabszolgahajóról szóló drámájában.
1998-ban ismét Richard Linklaterrel dolgozott együtt, A Newton fiúk-ban bankrablót játszott, aki mellesleg úriember is. A következő évben az Ed TV tette próbára tehetségét.
Első vígjátékában, a Szeretném, ha szeretnének című filmben Jennifer Lopez volt a partnere, az U–571-ben egy amerikai tengeralattjáróban küzdött egy Enigma megszerzéséért.
2014-ben Oscar-díjra jelölték a Mielőtt meghaltam című filmben nyújtott alakításáért, amit meg is nyert.

## Magánélete
Szabadidejében szívesen golfozik.
Korábban felbukkant Ashley Judd, Sandra Bullock és Janet Jackson oldalán is. Barátnője, Camila Alves modell 2008 nyarán adott életet kisfiuknak. 2010. január 3-án megszületett második gyermekük, Vida. Camila Alves és Matthew McConaughey 2012. június 9-én házasodtak össze a Texas állambeli Austinban, gyermekeik Levi (2008), Vida (2010) és Livingston (2012).

## Filmográfia

### Film
| Év   | Magyar cím                                  | Eredeti cím                               | Szerep                | Magyar hang          | Rendező                |
| ---- | ------------------------------------------- | ----------------------------------------- | --------------------- | -------------------- | ---------------------- |
| 1993 | A barátom a halálom                         | My Boyfriend's Back                       | fiú                   |                      | Bob Balaban            |
| 1993 | Tökéletlen idők                             | Dazed and Confused                        | Wooderson             | Mertz Tibor          | Richard Linklater (1.) |
| 1994 | A texasi láncfűrészes gyilkos visszatér     | The Return of the Texas Chainsaw Massacre | Vilmer                | Csuja Imre           | Kim Henkel             |
| 1994 | Angyalok a pályán                           | Angels in the Outfield                    | Ben Williams          |                      | William Dear           |
| 1995 | Bárhol, bármit, bármikor                    | Boys on the Side                          | Abe Lincoln rendőr    | Holl Nándor          | Herbert Ross           |
| 1995 |                                             | Glory Daze                                | teherautó-kölcsönzős  |                      | Rich Wilkes            |
| 1995 | Skorpió forrás                              | Scorpion Spring                           | El Rojo               | Schnell Ádám         | Brian Cox              |
| 1996 | Lone Star – Ahol a legendák születnek       | Lone Star                                 | Buddy Deeds           | Czvetkó Sándor       | John Sayles            |
| 1996 | Ha ölni kell                                | A Time to Kill                            | Jake Brigance         | Haás Vander Péter    | Joel Schumacher        |
| 1996 | Hatalmas aranyos                            | Larger Than Life                          | Tip Tucker            | Kerekes József       | Howard Franklin        |
| 1997 | Kapcsolat                                   | Contact                                   | Palmer Joss           | Forgács Péter        | Robert Zemeckis        |
| 1997 | Amistad                                     | Amistad                                   | Roger Sherman Baldwin | Széles László        | Steven Spielberg       |
| 1998 | A Newton fiúk                               | The Newton Boys                           | Willis Newton         | Stohl András         | Richard Linklater (2.) |
| 1999 | Ed TV                                       | EDtv                                      | Ed Pekurny            | Reidenbüchler Sándor | Ron Howard             |
| 1999 | Ed TV                                       | EDtv                                      | Ed Pekurny            | Nagy Ervin           | Ron Howard             |
| 2000 | U–571                                       | U-571                                     | Andrew Tyler          | Kaszás Attila        | Jonathan Mostow        |
| 2001 | Szeretném, ha szeretnél                     | The Wedding Planner                       | Steve Edison          | Kaszás Attila        | Adam Shankman          |
| 2001 | Isten haragja                               | Frailty                                   | Fenton/Adam Meiks     | Anger Zsolt          | Bill Paxton            |
| 2001 | Kavalkád az élet                            | 13 Conversations About One Thing          | Troy                  |                      | Jill Sprecher          |
| 2002 | 2020: A tűz birodalma                       | Reign of Fire                             | Denton Van Zan        | Barabás Kiss Zoltán  | Rob Bowman             |
| 2003 | Hogyan veszítsünk el egy pasit 10 nap alatt | How to Lose a Guy in 10 Days              | Benjamin Barry        | Rátóti Zoltán        | Donald Petrie          |
| 2003 | Kisördögök                                  | Tiptoes                                   | Steven Bedalia        | Gáspár András        | Matthew Bright         |
| 2005 | Szahara                                     | Sahara                                    | Dirk Pitt             | Kaszás Attila        | Breck Eisner           |
| 2005 | Pénz beszél                                 | Two for the Money                         | Brandon Land          | Kaszás Attila        | D. J. Caruso           |
| 2006 | Anyám nyakán                                | Failure to Launch                         | Tripp                 | Nagy Ervin           | Tom Dey                |
| 2006 | Több, mint sport                            | We Are Marshall                           | Jack Lengyel          | Kaszás Attila        | McG                    |
| 2008 | Bolondok aranya                             | Fool's Gold                               | Benjamin Finnegan     | Miller Zoltán        | Andy Tennant           |
| 2008 | Trópusi vihar                               | Tropic Thunder                            | Rick Peck             | Nagy Ervin           | Ben Stiller            |
| 2008 | Hullámok ördöge                             | Surfer, Dude                              | Steve Addington       | Viczián Ottó         | S.R. Bindler           |
| 2009 | Excsajok szelleme                           | Ghosts of Girlfriends Past                | Connor Mead           | Széles László        | Mark Waters            |
| 2011 | Az igazság ára                              | The Lincoln Lawyer                        | Mick Haller           | Széles László        | Brad Furman            |
| 2011 | Börni, az eszelős temetős                   | Bernie                                    | Danny Buck Davidson   | Nagy Ervin           | Richard Linklater (3.) |
| 2011 | Gyilkos Joe                                 | Killer Joe                                | "Gyilkos" Joe Cooper  | Nagy Ervin           | William Friedkin       |
| 2012 | Mud                                         | Mud                                       | Mud                   | Nagy Ervin           | Jeff Nichols           |
| 2012 | Magic Mike                                  | Magic Mike                                | Dallas                | Nagy Ervin           | Steven Soderbergh      |
| 2012 | Az újságos fiú                              | The Paperboy                              | Ward Jansen           | Nagy Ervin           | Lee Daniels            |
| 2013 | Mielőtt meghaltam                           | Dallas Buyers Club                        | Ron Woodroof          | Nagy Ervin           | Jean-Marc Vallée       |
| 2013 | A Wall Street farkasa                       | The Wolf of Wall Street                   | Mark Hanna            | Nagy Ervin           | Martin Scorsese        |
| 2014 | Csillagok között                            | Interstellar                              | Joseph Cooper         | Nagy Ervin           | Christopher Nolan      |
| 2015 | A fák tengere                               | The Sea of Trees                          | Arthur Brennan        | Nagy Ervin           | Gus Van Sant           |
| 2016 | Harc a szabadságért                         | Free State of Jones                       | Newton Knight         | Nagy Ervin           | Gary Ross              |
| 2016 | Kubo és a varázshúrok                       | Kubo and the Two Strings                  | Bogár (hangja)        | Nagy Ervin           | Travis Knight          |
| 2016 | Énekelj!                                    | Sing                                      | Buster Moon (hangja)  | Nagy Ervin           | Garth Jennings (1.)    |
| 2016 | Arany                                       | Gold                                      | Kenny Wells           | Nagy Ervin           | Stephen Gaghan         |
| 2017 | A Setét Torony                              | The Dark Tower                            | Walter Padick         | Stohl András         | Nikolaj Arcel          |
| 2018 | A kokainkölyök                              | White Boy Rick                            | Richard Wershe Sr.    | Nagy Ervin           | Yann Demange           |
| 2019 | Vihar előtt                                 | Serenity                                  | Baker Dill            | Nagy Ervin           | Steven Knight          |
| 2019 | Túltolva                                    | The Beach Bum                             | Moondog               | Nagy Ervin           | Harmony Korine         |
| 2019 | Két páfrány között – A film                 | Between Two Ferns: The Movie              | önmaga (cameo)        |                      | Scott Aukerman         |
| 2020 | Úriemberek                                  | The Gentlemen                             | Mickey Pierson        | Nagy Ervin           | Guy Ritchie            |
| 2021 | Énekelj! 2.                                 | Sing 2.                                   | Buster Moon (hangja)  | Nagy Ervin           | Garth Jennings (2.)    |
| 2024 | Deadpool & Rozsomák                         | Deadpool & Wolverine                      | Cowboypool            | Fehérvári Péter      | Shawn Levy             |

Dokumentum- és rövidfilmek
- 1992: Chicano Chariots (rövidfilm) – filmrendező
- 1998: Making Sandwiches (rövidfilm) – Bud Hoagie
- 1998: The Rebel (rövidfilm) – filmrendező és forgatókönyvíró
- 2005: Magnificent Desolation: Walking on the Moon 3D (dokumentumfilm) – Alan Bean (hangja)

### Televízió
| Év        | Magyar cím                         | Eredeti cím                 | Szerep                  | Megjegyzések                                                                      |
| --------- | ---------------------------------- | --------------------------- | ----------------------- | --------------------------------------------------------------------------------- |
| 1992      |                                    | Unsolved Mysteries          | Larry Dickens           | 1 epizód                                                                          |
| 1999      | Texas királyai                     | King of the Hill            | Rad Thibodeaux (hangja) | 1 epizód                                                                          |
| 2000      | Szex és New York                   | Sex and the City            | önmaga                  | 1 epizód                                                                          |
| 2002      |                                    | The Lost Dinosaurs of Egypt | narrátor                | tévéfilm                                                                          |
| 2003–2015 | Saturday Night Live                | Saturday Night Live         | házigazda               | 2 epizód                                                                          |
| 2003      |                                    | Freedom: A History of US    | Charles Fenno Hoffman   | dokumentumsorozat (6 epizód)                                                      |
| 2003      | Alexander Stephens                 | Freedom: A History of US    |                         | dokumentumsorozat (6 epizód)                                                      |
| 2003      | W. W. Wood kapitány                | Freedom: A History of US    |                         | dokumentumsorozat (6 epizód)                                                      |
| 2003      | Andrew Johnson                     | Freedom: A History of US    |                         | dokumentumsorozat (6 epizód)                                                      |
| 2003      | John Swinton                       | Freedom: A History of US    |                         | dokumentumsorozat (6 epizód)                                                      |
| 2003      | Mark Twain                         | Freedom: A History of US    |                         | dokumentumsorozat (6 epizód)                                                      |
| 2010–2012 | Egyszer fent,...inkább lent        | Eastbound & Down            | Roy McDaniel            | 3 epizód                                                                          |
| 2014      | True Detective – A törvény nevében | True Detective              | Rustin "Rust" Cohle     | - főszereplő (1. évad) - vezető producer (24 epizód) - magyar hangja: Kálid Artúr |
| 2023      | Elvis, a titkos ügynök             | Agent Elvis                 | Elvis Presley (hangja)  | - főszereplő (10 epizód) - magyar hangja: Ember Márk                              |

## Magyarul megjelent művei
- Zöldlámpa. Brutális finomságok, szépségek, elhasalások. Szerelmeslevél az élethez; ford. Pék Zoltán; 21. Század, Budapest, 2020
- Zöldlámpa. A te naplód, a te utad; ford. Pék Zoltán; 21. Század, Budapest, 2021
- Attól még; ford. Tóth Krisztina; 21. Század, Budapest, 2023

## Fordítás
- Ez a szócikk részben vagy egészben  a   Matthew McConaughey című angol Wikipédia-szócikk fordításán alapul.  Az eredeti cikk szerkesztőit annak laptörténete sorolja fel. Ez a jelzés csupán a megfogalmazás eredetét és a szerzői jogokat jelzi, nem szolgál a cikkben szereplő információk forrásmegjelöléseként.
- Ez a szócikk részben vagy egészben  a   Matthew McConaughey filmography című angol Wikipédia-szócikk fordításán alapul.  Az eredeti cikk szerkesztőit annak laptörténete sorolja fel. Ez a jelzés csupán a megfogalmazás eredetét és a szerzői jogokat jelzi, nem szolgál a cikkben szereplő információk forrásmegjelöléseként.